# 462 a.C.

## Eventos
- Lúcio Lucrécio Tricipitino e Tito Vetúrio Gêmino Cicurino, cônsules romanos.